# Massimo Margiotta
Massimo Margiotta (* 27. Juli 1977 in Maracaibo, Venezuela) ist ein ehemaliger italienisch-venezolanischer Fußballspieler. Er spielte auf der Position eines Stürmers.

## Karriere

### Im Verein
Massimo Margiotta begann seine Karriere 1994 bei Pescara Calcio in der Serie B, wo er anfangs nur wenig spielte, jedoch regelmäßig traf. In der Folge spielte er zwei weitere Saisons in den Abruzzen. Zur Saison 1997/98 wechselte er dann zur AS Cosenza Calcio, wo er in 33 Partien 19 Mal traf und damit entscheidend am Aufstieg in die Serie B beteiligt war. Trotzdem wechselte Margiotta am Ende der Saison den Verein, zuerst spielte er eine halbe Saison für Reggiana, ehe er für den Rest der Spielzeit für die US Lecce kickte.  Zur Saison 1999/2000 wechselte Margiotta erstmals in die Serie A zu Udinese Calcio. Hier kam er zwar regelmäßig zum Einsatz, konnte jedoch nicht restlos überzeugen. Zwar erzielte er einige Treffer im Europapokal (insgesamt 6 Treffer in 11 Partien), jedoch gelang ihm dies in der Serie A zu wenig. Deshalb wechselte Margiotta nach zwei Spielzeiten in Udine zu Vicenza Calcio in die Serie B. Hier bildete er während der folgenden Saisons mit Stefan Schwoch eines der gefährlichsten Sturmduos der Serie B. Aufgrund der schlechten wirtschaftlichen Situation von Vicenza wurde Margiotta für die Saison 2003/04 an die AC Perugia ausgeliehen. Nach einer Saison kehrte er wieder nach Vicenza zurück. Neuerliche finanzielle Schwierigkeiten führten dazu, dass Margiotta zur Saison 2005/06 an Piacenza Calcio ausgeliehen werden musste. Zur Saison 2006/07 wurde Margiotta an den Aufsteiger Frosinone Calcio ausgeliehen, wo er mit elf Toren erfolgreich war. Anschließend wurde er von Frosinone fest verpflichtet, kehrte aber bereits ein Jahr später wieder zu Vicenza zurück. Zuletzt spielte er für den Italienischen Drittligisten SS Barletta Calcio.

### In der Nationalmannschaft
Margiotta war einer der Schlüsselspieler der italienischen U-21-Nationalmannschaft, die an den Olympischen Spielen 2000 teilnahm. In der Folge gelang ihm der Sprung in die A-Nationalmannschaft nicht, so dass er sich im Jahr 2004 entschloss, künftig für sein Geburtsland Venezuela aufzulaufen. Mit Venezuela nahm Margiotta an der Copa América 2004 und an den Qualifikationsspielen für die WM 2006 teil.